# Segura (riu)
El Segura és un riu de la península Ibèrica que neix en el paratge de Fuente Segura, a cinc quilòmetres de Pontón Bajo al municipi de Santiago-Pontones (Jaén, Andalusia). Les seues aigües brollen d'una cova natural inundada, a 1.413 metres d'altura.
Discorre per la província de Jaén, Albacete, Múrcia i la comarca valenciana del Baix Segura. Desemboca en el Mediterrani, a Guardamar del Segura (País Valencià).

## Història
Els romans el van anomenar Thader o Tader i els àrabs War-Alabiat, que vol dir «riu blanc». El seu nom però deriva del topònim àrab Shaqura, nom alternatiu del riu entre els geògrafs àrabs, de la vila de Shaqura, i de les muntanyes anomenades Jabal Shaqura on el riu neix. Aquestes muntanyes tenien 300 llogarets i 33 castells i correspon no sols a la moderna Serra de Segura sinó també a les ara anomenades serra del Yelmo, Quatre Viles, Castril i Cazorla amb els punts culminants del Yelmo de Segura de 1809 metres i la Blanquilla de 1.830 metres. La vila tenia una fortalesa reputada quasi inaccessible i és coneguda perquè s'hi va refugiar el visir Abu-Bakr Muhàmmad ibn Ammar fugint del seu senyor Muhàmmad ibn Abbad al-Mútamid de Sevilla, però el senyor local, Ibn Mubarak, el va entregar als sevillans. Al final del domini almohade fou residència del senyor local Abu Ishak Ibrahim ibn Hemoshko, lloctinent del rei murcià Muhàmmad ibn Mardanix.
Entre el 1.571 i el 1.615 es va construir l'assut d'Alfeitamí, en el terme d'Almoradí (Baix Segura).

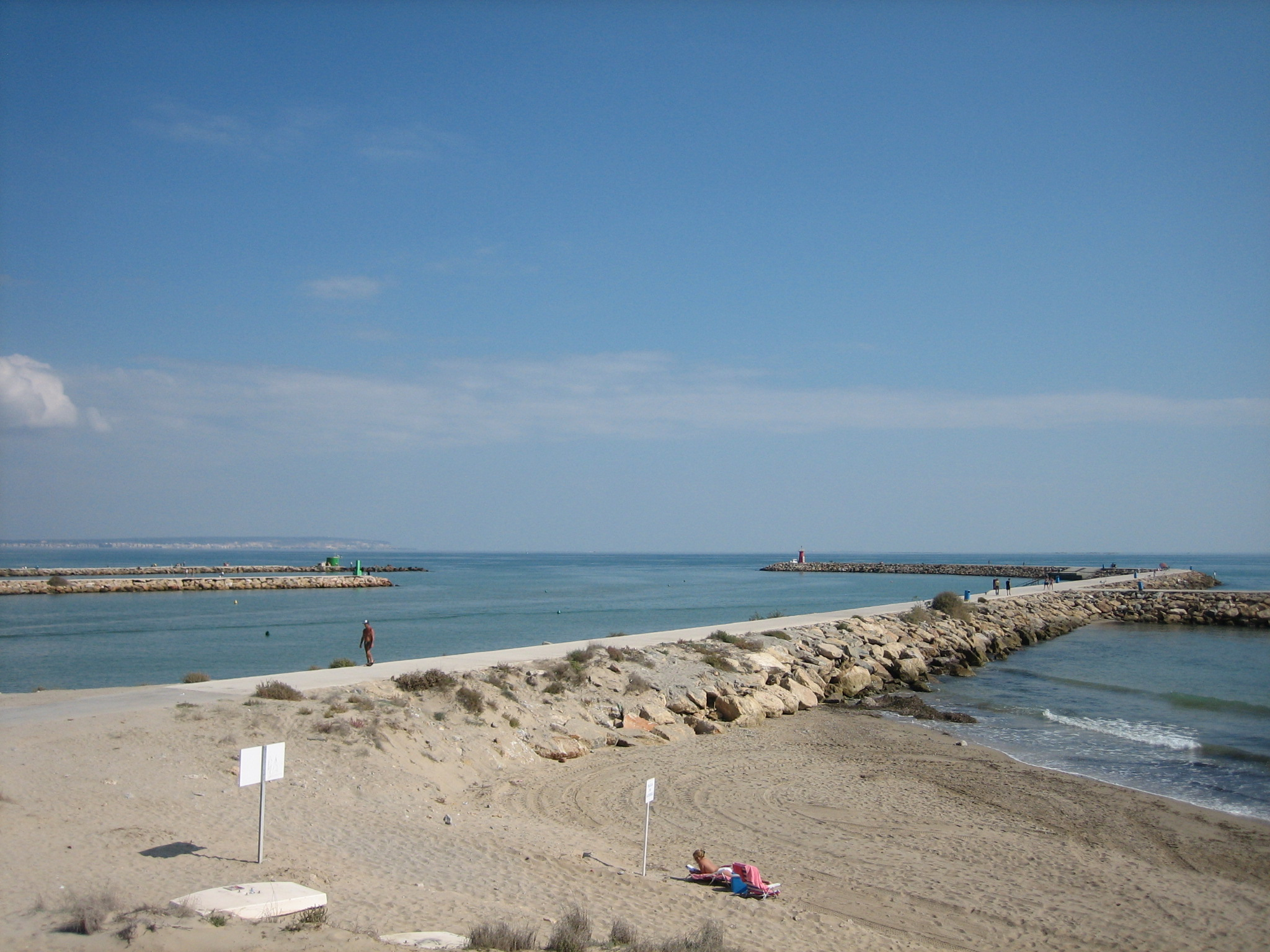
Desembocadura del riu Segura a Guardamar del Segura

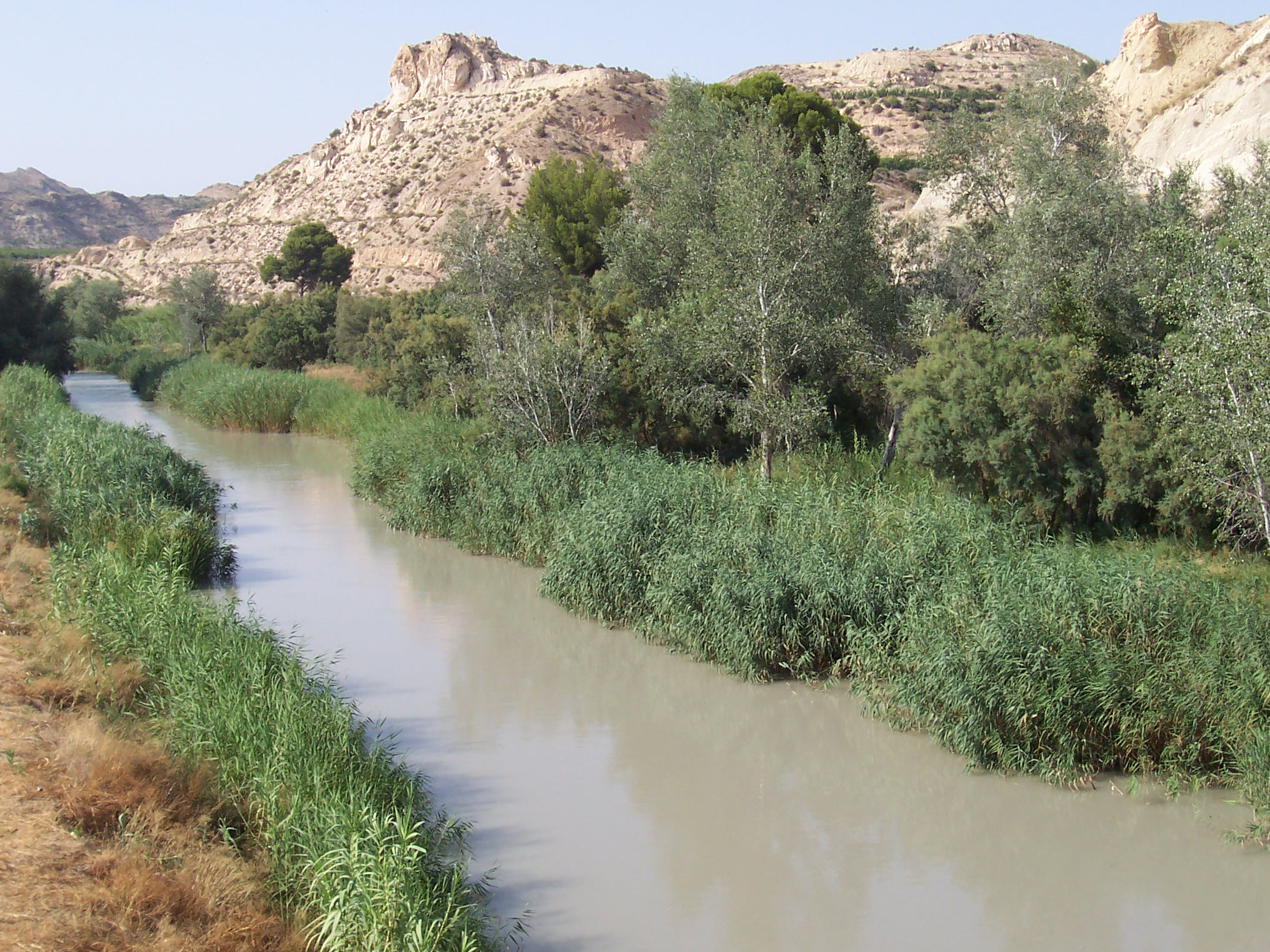
El riu Segura al seu pas per Archena, a Múrcia

## Cabal mitjà
- Cieza: 26 m³/s
- Oriola: 21,59 m³/s
- Guardamar del Segura: 5 m³/s

## Afluents
- Riu Mundo (que naix a Albacete), és el que li aporta un major cabal.
- Riu Argos.
- Rius Alhárabe i Benamor (Moratalla).
- Riu Quípar.
- Riu Mula.
- Riu Guadalentí, Sangonera[2] o Reguerón (que naix aigües arriba de Llorca i s'uneix al Segura en Beniaján, aigües baix de la capital murciana).
- Rambla de la Raja o rambla del Moro.[3]
- Rambla Salada.
- Rambla de Favanella.

## Règim fluvial
El riu Segura és en capçalera un riu de règim pluvio-nival però en la major part de la conca és pluvial mediterrani, amb grans crescudes tardorenques. Amb uns 20 embassaments repartits per la seua conca, el seu cabal s'ha vist completament alterat de manera que presenta el màxim a l'estiu i el mínim a la tardor, a càusa de les necessitats del reg a Múrcia i Alacant. El cabal mitjà a la desembocadura és de 5 m³/s, minvat pel seu intens aprofitament hídric. Presenta al llarg del seu recorregut des de Múrcia fins al mar greus problemes de contaminació.
Riu famós per les seues furioses crescudes i temudes inundacions, la riuada de Sant Calixt de 1651 va causar 1.500 morts a Múrcia amb un cabal de 1.700 m³/s. El 1879, la cèlebre riuada de Santa Teresa va superar els 1.800 m³/s tant a Múrcia com a Oriola. Les riuades dels anys 1946, 1948, 1973, 1987 i 1989 passaren a la història, i en moltes d'elles se superaren els 1.000 m³/s de cabal màxim instantani. A causa d'això és el riu més controlat d'Europa i va ser canalitzat a finals del segle xx en la seua conca baixa evitant riuades fins 2016 que es va desbordar novament a Oriola.
En setembre de 2019 les pluges més intenses dels últims 140 anys, amb més de 500 mm a Oriola, van provocar una gran riuada amb desbordament del riu a tots els municipis riberencs de la Vega Baixa, una gran inundació que va durar dies i que va necessitar de la intervenció dels bombers i del exercit per restablir la normalitat.
Des de l'any 1979 rep aportacions del Tajo mitjançant el transvasament Tajo-Segura.

## Principals poblacions que travessa
- Yeste, en la província d'Albacete.
- Calasparra, Cieza, Abarán, Blanca, Arxena, Molina de Segura, Alcantarilla, Múrcia, Beniaján i Beniel, en la Regió de Múrcia.
- Oriola, Rojals i Guardamar del Segura, al Baix Segura (País Valencià).

## Embassaments

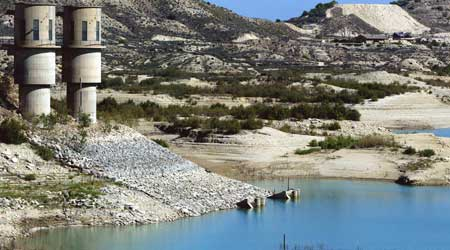
Embassament de la Pedrera, al termes municipals d'Oriola i Bigastre

La conca té una capacitat d'embassament de 1.129 hm³ Els principals embassaments i pantans són:
- En el riu Segura:
  - Cenajo: 437 Hm³
  - Fuensanta: 210 Hm³
- En els seus afluents:
  - La Pedrera, al Baix Segura: 346 Hm³
  - Algeciras, al riu Algeciras: 45 Hm³
  - Camarillas, al riu Món: 36 Hm³
  - Talave, al riu Món: 35 Hm³
  - Santomera, a la rambla Salada: 26 Hm³
  - Alfons XII, al riu Quipar: 22 Hm³
  - Puentes, al riu Guadalentín: 14 Hm³
  - Crevillent, a la rambla del Bosch: 13 Hm³
  - Valdeinfierno, al riu Alcaide: 13 Hm³
  - Argos, al riu Argos: 10 Hm³